# Volk van Laaf
Volk van Laaf (Peuple des Lavanors en français) est une attraction dans le parc d'attractions néerlandais Efteling à Kaatsheuvel.

## Présentation
Volk van Laaf est un village décoré — habité par les lavanors — que le public visite à sa guise. Ton van de Ven est le concepteur de cette attraction. Il est aussi l'auteur du conte des lavanors. Depuis 2000, ce conte est résumé et écrit en quatre langues (dont le français) à l'entrée principale du village. La technique pour animer ces personnages est celle des animatroniques. Ton van de Ven est un grand créatif du parc. Il a conçu entre autres Droomvlucht, Fata Morgana, Villa Volta, Vogel Rok, Piraña, Spookslot, Gondoletta, la Pagode, De Halve Maen.
À trois mètre du sol, un petit monorail long de 450 mètres serpente à travers le village. Les passagers s'assoient dans des véhicules en forme d'escargots de deux ou trois places qui les amènent à faire le tour de la bourgade. Les véhicules ont tous un nom lavanor comme Lol ou Lar. Le village et ses chaumières peuvent être également visités en walkthrough. Divers éléments de plaine de jeux ainsi que de palais du rire sont disséminés dans le village, comme des toboggans, des tape-culs, mais aussi des miroirs déformants, des escaliers sonores, etc.

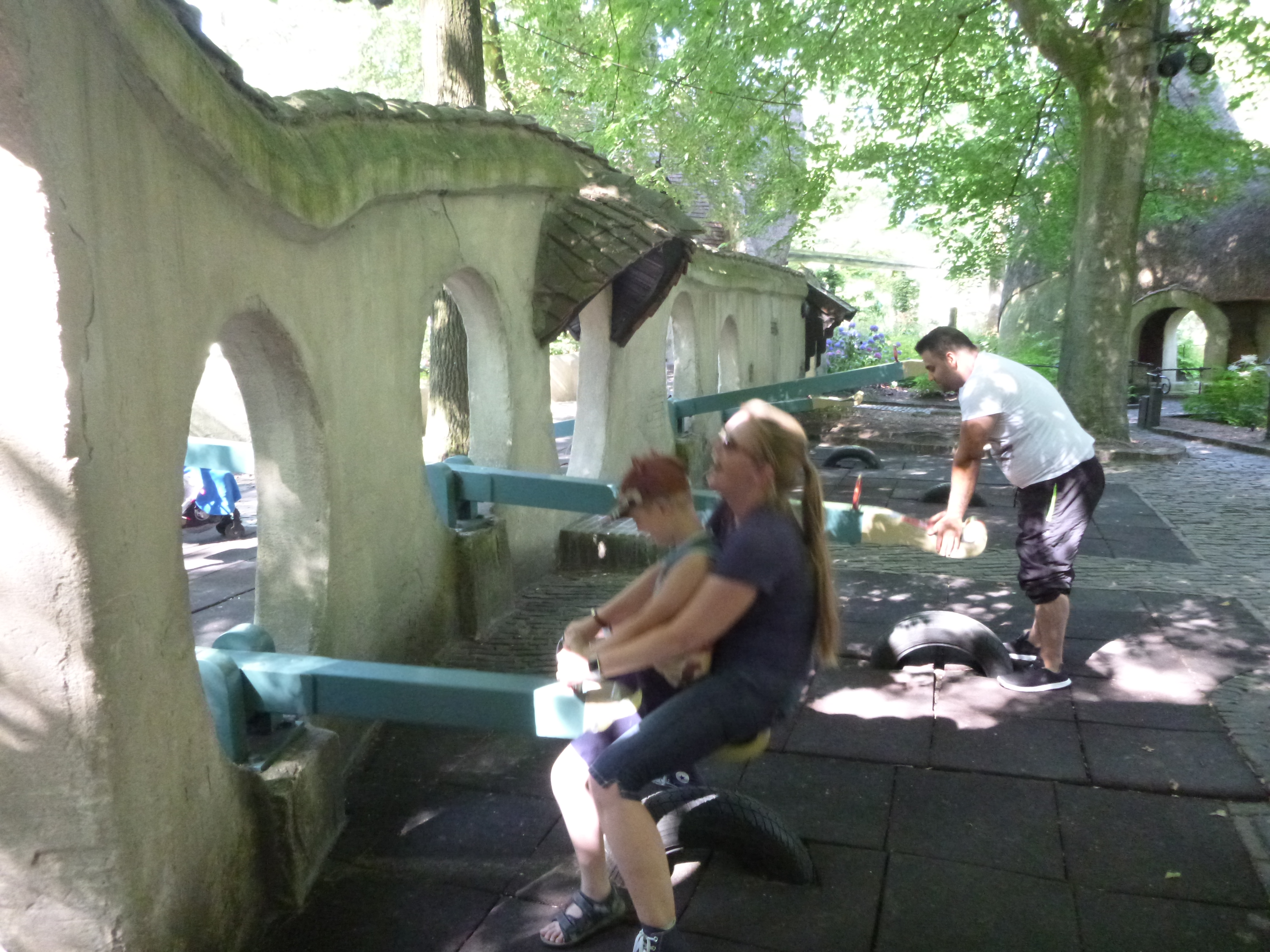
Éléments de plaine de jeux
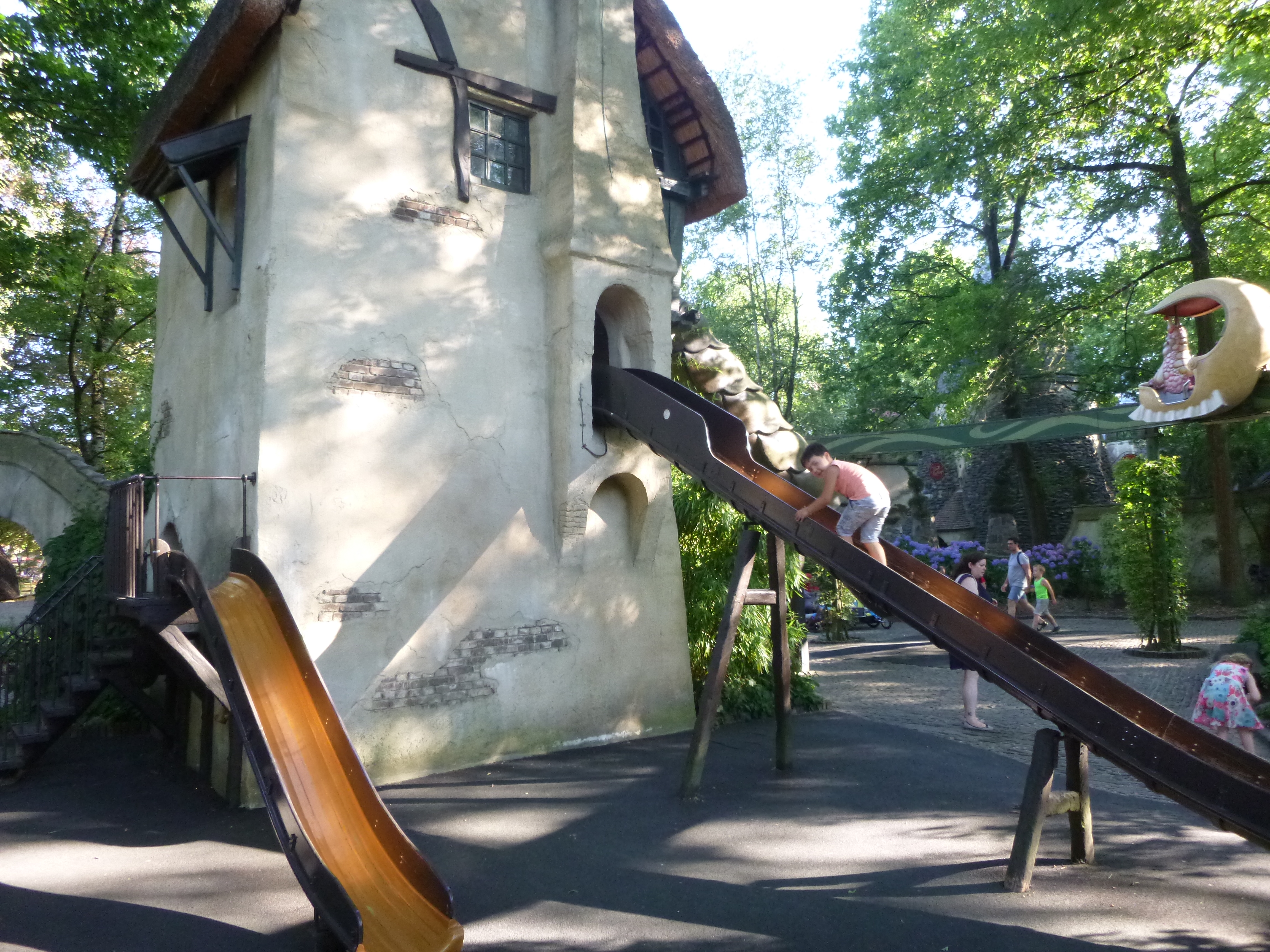
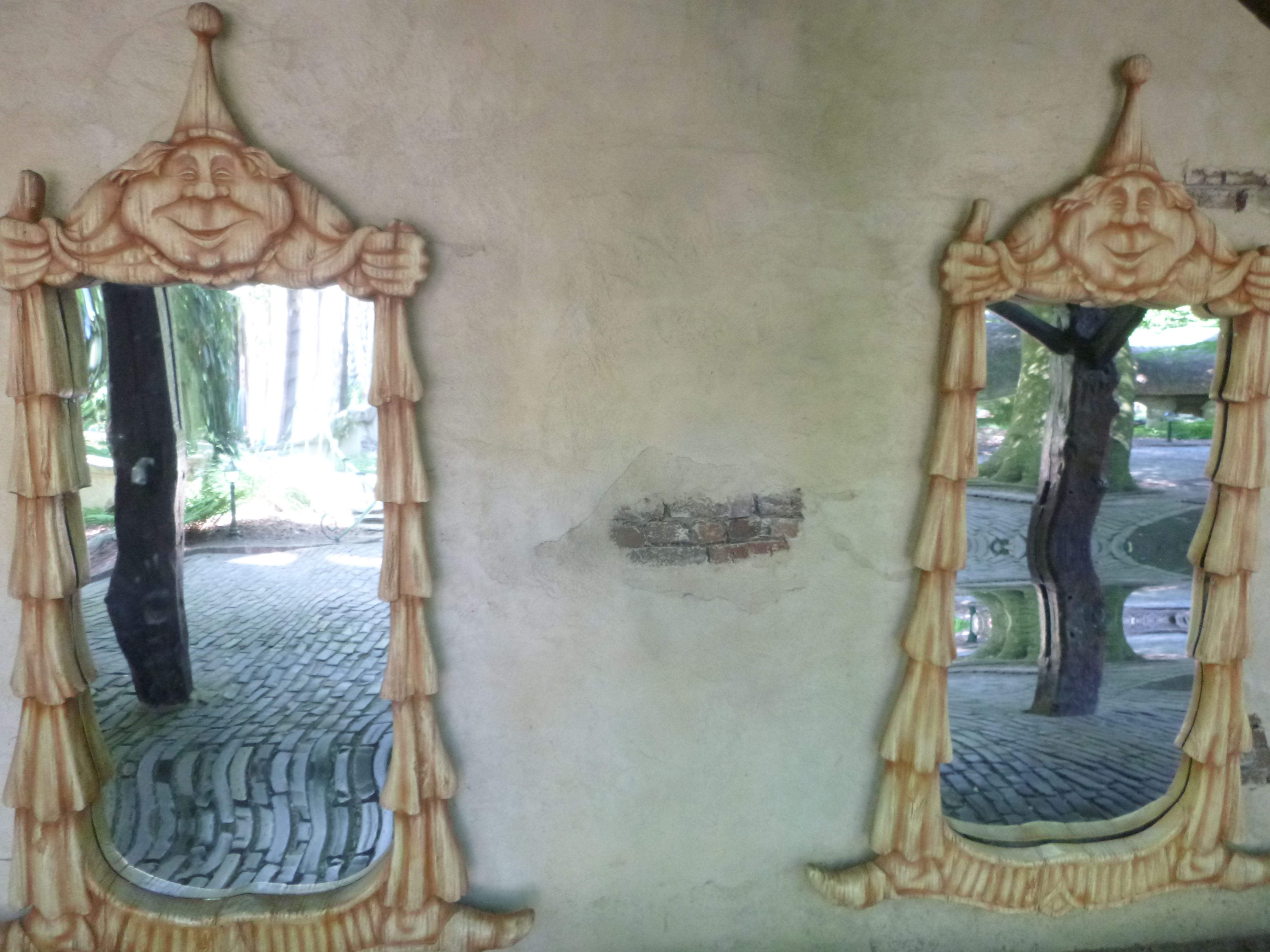
Miroirs déformants

À quelques mètres de leur village, Mère Lot est dans la gare des contes. Celle-ci attend le train accompagnée de bébés lavanors dans leur landau.
Sur une surface d'un hectare et demi, Volk van Laaf est situé dans la section Marerijk du parc. Appelé en français Royaume Magique ou encore le Royaume de la Magie, il se trouve dans la partie occidentale du parc. Cette section est celle des contes de fées, des créatures fantastiques et de la nostalgie.

## Histoire
Ton van de Ven imagine créer son attraction autour d'un conte inédit, s'inspirant du Pays de Cocagne. Ses premières esquisses montrent des maisons en forme de gâteaux et de pâtisseries.
La construction du village dure huit mois et l'ensemble de l'attraction revient à 15 millions de florins, soit 6,8 millions d'euros. Presque tout Volk van Laaf est fabriqué en interne : les maisons sont construites en interne, toutes les figurines sont fabriquées par le département Decoratie & Vormgeving du parc, les vêtements et les chaussures sont conçus en interne. En aout 1989, Volk van Laaf est présenté à la presse néerlandaise.
L'attraction ouvre le 12 avril 1990 et est inaugurée par une grande fête le 15 juin de la même année. L'ouverture de Volk van Laaf fait grimper la fréquentation annuelle de 150 000 visiteurs. Un an après l'ouverture, en 1991, plusieurs lavanors sont installés : le ramoneur, le lavanor à l'ampoule, l'organiste, le lavanor couché devant la brasserie et les lavanors des ailes du moulin de la boulangerie.
De 1990 à 1994, les wagons du monorail construit par Vekoma sont actionnés grâce aux visiteurs qui pédalaient. En 1995, les wagons sont automatisés avec l'ajout d'un moteur électrique par Caripro. Ceci empêche les wagons de se tamponner ou de bloquer le parcours si un wagon n'avance plus.

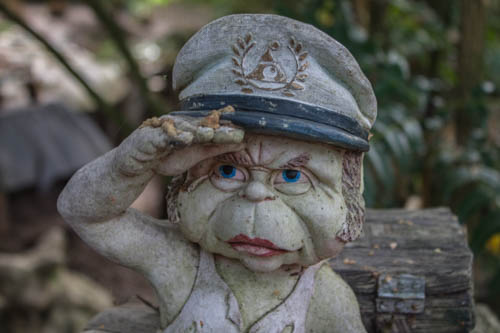
Figurine décorative de nain de jardin au physique de lavanors acquise par un autre parc.

Légèrement à l'extérieur du village, se trouve Loetiek, la boutique souvenir de 1990 à 2019. Celle-ci est construite selon la même architecture que les chaumières mais est plus grande que celles-ci. Des souvenirs estampillés lavanors y sont vendus dès 1990. Des nains de jardin au physique de lavanors ont également acquis une grande renommée en dehors d'Efteling grâce à une série de figurines décoratives produites sous licence par Laaf Products BV dès 1996. Certains sont aussi créés pour être utilisés dans la maison. Ces statues se vendent alors aussi dans certaines jardineries. Leur production prend fin au milieu des années 2000 en raison de la faillite de l'usine qui les fabriquait. Elles sont vendues à prix cassées en 2010. La gamme de produits évolue avec le temps et les lavanors sont de moins en moins représentés dans la boutique avant de sortir de la gamme. La boutique est repensée et rénovée en 2019 pour devenir le magasin de vêtements Spiegeltje, spiegeltje…
Lors de travaux d'entretien du village pendant le printemps 2013, le mur ceinturant la bourgade est abaissé en de nombreux endroits. Les toits de chaume de plusieurs maisonnettes sont rénovés la même année. À la même période, deux petites attractions de type tour de chute sont envisagées pour le village, avant d'être abandonnées,.
Victime de l'humidité, le tunnel menant à Lariekoekhuys est entièrement remplacé en 2021. La principale différence de la nouvelle construction est qu'elle est dorénavant ajourée pour laisser circuler l'air.

## Les Lavanors

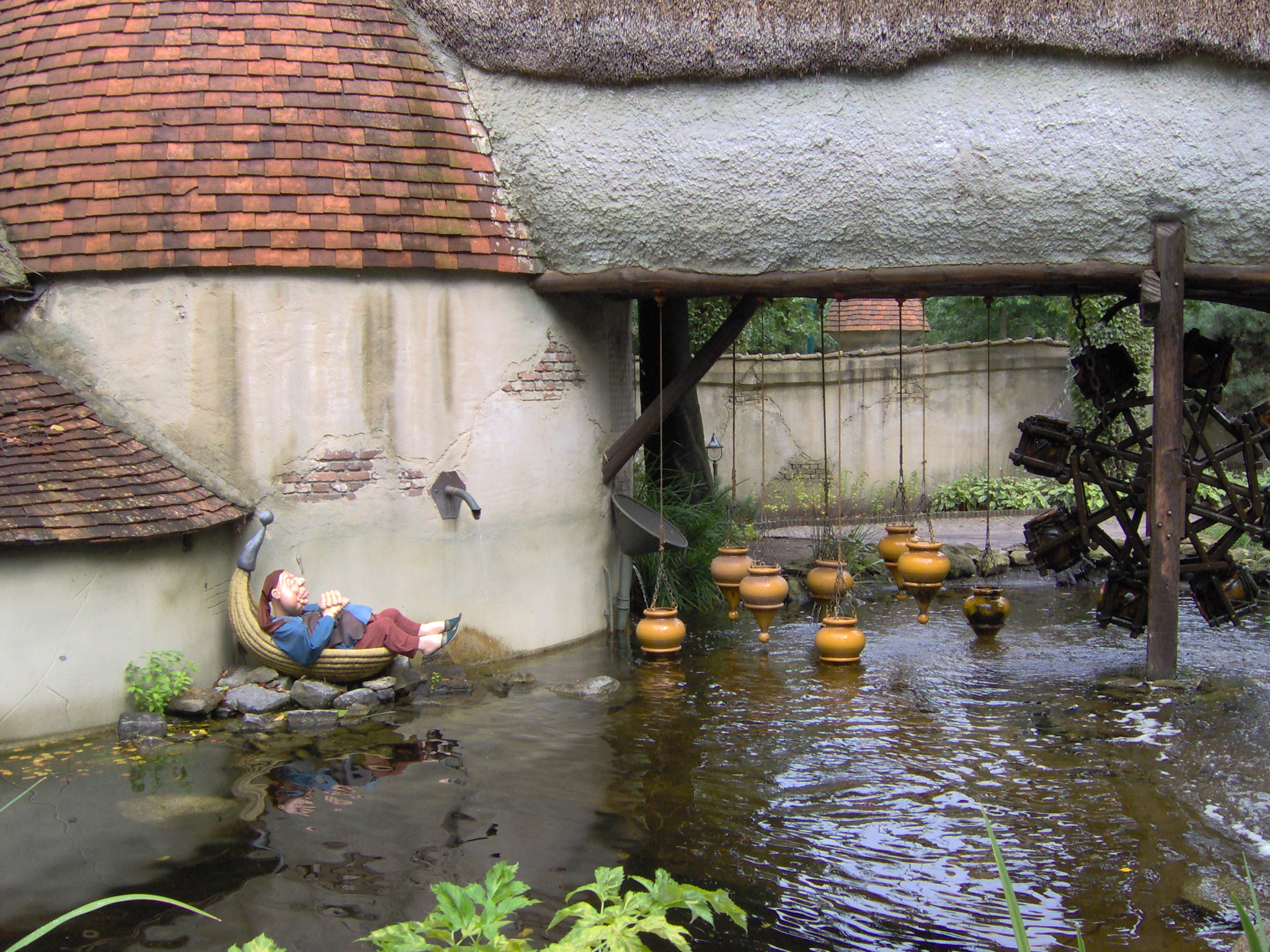
La vie est paisible chez les lavanors.

Les habitants de la bourgade nommée Lavana sont les lavanors, ces êtres fantastiques sont des lutins épicuriens qui habitent dans de petites chaumières que les visiteurs peuvent explorer en walkthrough ou en petit monorail. Les lavanors (Laven en néerlandais) ou leurs bâtisses sont nommées par des termes qui varient du terme Lav comme Lol, Lar, Lonk, Link, etc.
Avant leur arrivée à Efteling, les lavanors vivaient au pôle Nord avant la glaciation. À l'époque, celui-ci était un vrai paradis terrestre. Lorsque la température se mit à baisser, Laaf, le père de tous les lavanors, décida de trouver refuge sous la croute terrestre. Avant de démarrer la transhumance, Laaf se mit à chercher sa femme en surface. Comme celle-ci était plus loin dans le tunnel, il ne la trouva pas et mourut de froid. Les lavanors, le cœur en peine, commencèrent à voyager sous terre. Ils montèrent souvent à la surface pour voir si ce lieu pouvait les accueillir. Et ils cherchèrent pendant des milliers d'années jusqu'au jour où ils arrivèrent à Efteling. Cet endroit leur plût énormément et ils s'y installèrent. Hormis Laaf, aucun lavanor ne mourut. En effet, les aînés sont baignés dans le loodje. Ceci est un véritable bain de jouvence et ils en ressortent bébé. Un nouveau nombril apparaît juste à côté du précédent à chaque nouvelle vie. Les nombrils des anciens sont placés en cercle autour du ventre.
Partout dans le Lavana, les lavanors s'adonnent à leurs occupations quotidiennes, par exemple faire des gâteaux, travailler dans la brasserie, ramoner une cheminée, aller à l'école ou faire la sieste. Ces activités sont à observer dans leurs maisonnettes ou à l'extérieur de celles-ci. Les promeneurs traversent les chaumières, empruntent de petits sentiers, des ponts ou traversent un plan d'eau grâce à de gros pavés espacés les uns des autres.

## Les chaumières

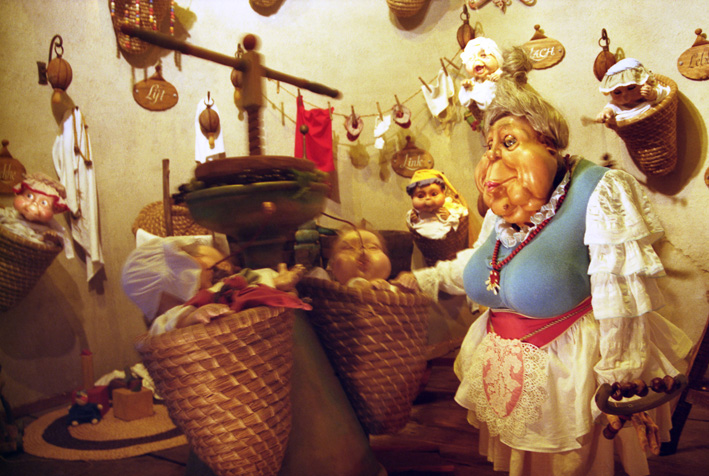
La crèche des lavanors dirigée par Mère Lot.

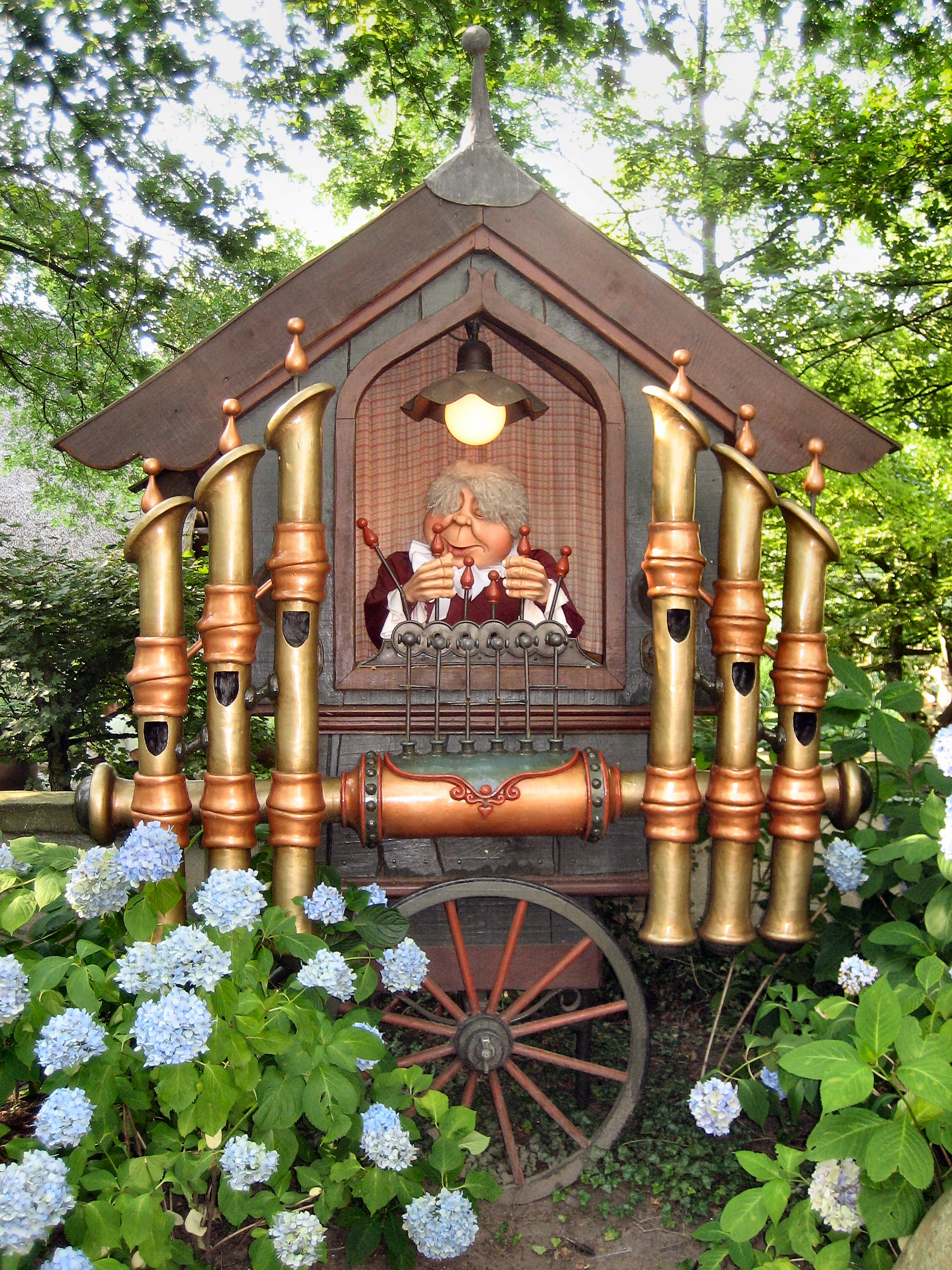
Orgue sur la place du village.

- Lonkhuys (La maison qui lorgne) : c'est la première maisonnette que le public découvre en se rendant vers le Peuple des Lavanors. Cette chaumière, dont le premier étage est une tribune jouissant d'une vue sur la place du village, est traversée par le petit monorail.
- Lot's Kraamhuys (La maison cramponnée de Lot) : dans cette crèche, les bébés sont éduqués par la mère de tous les lavanors : Lot. Kraam peut être traduit par cramponné, attaché et les bébés sont dans des couffins suspendus et attachés aux murs. Cela peut aussi être traduit par toux et ces mêmes bébés toussent, gazouillent, pleurent. Mère Lot plonge également les vieux lavanors dans le loodje, leur bain de jouvence. D'ailleurs, un vieillard attend son heure. Il a déjà été baigné plusieurs fois car ce vieillard possède plusieurs nombrils. Les observateurs remarquent que deux bébés ont le même prénom.
- Lal's Brouwhuys (La brasserie de Lal) : c'est dans cette brasserie que sont fabriquées la lurk (téter en français), la lebber (siroter) et la limoen (limonade). À l'extérieur, un lavanor fait une sieste.
- Lurk en Limoenhuys (La maison limonade et lurk) : cette chaumière abritait jusqu'en 2003 un point de restauration pour les visiteurs. Ceux-ci y trouvaient pâtisseries et boissons[16].
- Leunhuys (La maison garde-fou) : aussi traversée par le petit monorail, cette chaumière abrite trois lavanors installés sur une poutre. L'ampoule qu'ils tiennent en main peut être allumée par les promeneurs qui actionnent l'interrupteur au sol.
- Loof en Eerhuys (La maison tabernacle et honneur) : « tabernacle » comme dans Fixer son tabernacle c'est-à-dire s'établir car c'est par cet endroit que les lavanors sont sortis de terre. Les visiteurs y découvrent le trou et l'échelle qu'ils ont utilisés. Et « honneur » car de l'autre côté du bâtiment se trouve la statue de Laaf, le père de toute la population. Laaf est le seul de son espèce à être décédé. La statue peut être mise en mouvement par le promeneur.
- Lijn's Zweefhuys (La maison pont de Lijn) : chaumière sur pilotis qui est accessible grâce à deux ponts.
- Lavelhuys : maison traversée par le petit monorail, les passagers de celui-ci y aperçoivent un lavanor.
- Leerhuys (La maison apprentissage) : Dans cette école, le professeur Lavi donne cours à ses élèves.
- Glijhuys (La maison qui glisse) : après l'école, les élèves pourront jouer grâce aux deux toboggans de cette chaumière. Sur le toit, un ramoneur nettoie la cheminée.
- Loerhuys (La maison qui guette) : ici, est contée en néerlandais l'histoire des lavanors. Au fond d'un puits, les visiteurs peuvent observer les tableaux illustrant le conte[3].
- Lariekoekhuys (La maison gâteau de Larie) : plusieurs boulangers confectionnent des gâteaux dans cette boulangerie. À l'extérieur, un boulanger sermonne un jeune lavanor qui s'est réfugié sur les ailes du moulin qui tournent. D'ailleurs Larie signifie absurdité en néerlandais.
- Lachhuys (La maison du rire) : cette chaumière possède des marches qui produisent des bruits lorsqu'on les actionne.
- Leedhuys (La maison douleur) : un des postes de premiers secours du parc se trouvait dans cette chaumière avant qu'il ne déménage.
- Slakkenhuys (La maison des escargots) : la gare du monorail. Les véhicules en forme d'escargot démarrent grâce à un opérateur, un deuxième — sous forme de lavanor — se trouve aussi dans cette chaumière[1].